# ZUKKON/BAKKON
ZUKKON/BAKKON（ズッコン/バッコン）は、かつて存在した日本の乱交専門のアダルトビデオメーカー。

## 概要
アウトビジョングループの内部メーカーとして2012年5月に設立された。
乱交専門メーカーとして設立され、内容は主に男女計5人以上のグループセックスが主体となっている。
出演女優はアウトビジョングループ内外の人気女優が多数起用された。
女優4人に対し男優1人のシチュエーションで、全編を男優からの主観映像で収録した「ハーレム子作り」シリーズは2013年12月の第1作「新妻4人と毎日子作り」の発売以降、2016年1月現在までに27作が発売され、人気シリーズとなっている。
AV OPEN 2016には、企画部門に『上品VSやんちゃ ふたつの家族がエロすぎたからおもくそ子作り』(監督:らくだ。出演者:AIKA、夏目優希、あべみかこ、波多野結衣、土屋あさみ、篠田あゆみ、澁谷果歩、北川エリカ、佐々木あき、吹石れな)でエントリーした。
AV OPEN 2017には、『神のおち○ちんを持つ男 妹の友達の家に行く！』(出演者:椎名そら、さくらみゆき、愛瀬美希、神波多一花、雫みあ、小枝成実、川村まや、笹倉杏、通野未帆、泉ののか)でエントリーした。
2017年12月を最後に新作はだしていない。

## 主なシリーズ
- 私達、乱交をしてしまいました。
- 制服女子校生と中出し乱交
- 素人乱交サークル
- まるごと全員と中出し乱交
- ハーレム子作り